# سينثيا دونبار
سينثيا دونبار (بالإنجليزية: Cynthia Dunbar)‏ هي محامية أمريكية، ولدت في 27 يونيو 1964.